# Wie schlau ist Deutschland?
Wie schlau ist Deutschland? war eine erstmals im April 2007 ausgestrahlte interaktive Fernsehsendung im ZDF. Wie der Titel der Quizsendung bereits besagt, sollte dabei das Wissen der deutschen Bürger getestet werden. Jeder Mitbürger konnte die gestellten Quizfragen per Telefon oder via Internet auf der Homepage des ZDF beantworten und vertrat dabei das Bundesland, aus dem er anruft beziehungsweise woher er per Internet teilnimmt. Moderator der Wissens-Show, bei der kniffelige Alltagsfragen – zum Beispiel aus den Bereichen Physik, Medizin, Technik, Tier- und Pflanzenwelt – gestellt wurden, war Johannes B. Kerner. Bei der Erstausstrahlung von Wie schlau ist Deutschland? spielten insgesamt 700.000 Anrufer per Telefon mit.

## Aufbau
Es wurden pro Sendung vier Prominente eingeladen. Dabei steht je ein thematisch passender Prominenter einem 49 Personen umfassenden Team aus einer Berufs- oder Interessengruppe (Musiker, Surfer, Piloten o. Ä.) vor. Bei der zweiten Ausstrahlung der Sendung bildete etwa der im TV einen Polizisten schauspielende Jan Fedder mit 49 wirklichen Polizisten eines der insgesamt vier 50-köpfigen Rate-Teams. 200 Personen beantworten damit im Studio die im Multiple-Choice-Verfahren mit jeweils vier möglichen Antworten vorgestellten Fragen.

## Teilnahme
Man konnte per Internet oder per Telefon teilnehmen. Dabei konnte man am Gewinnspiel teilnehmen, musste aber nicht. Für die Teilnahme musste man mindestens Vorwahl, Vorname und Alter angeben.

## Wertung
Nach jeder Fragerunde folgte die Auflösung und Auswertung bei den Prominenten und den Berufsgruppen (in Prozent). Von der Telefonauswertung wurde außerdem der Deutschlandschnitt vermeldet. Dabei erfolgte auch eine Auswertung nach Bundesländern. Am Ende der Sendung gewinnt im Studio die „Berufsgruppe“ mit den meisten richtigen Antworten. Auch das beste Bundesland wird gekürt.